# Zona Norte de Boa Vista

a Zona Norte de Boa Vista é a região da nobreza em Boa Vista. E possui 5662 habitantes.

## Lugares

### Aeroporto Internacional de Boa Vista

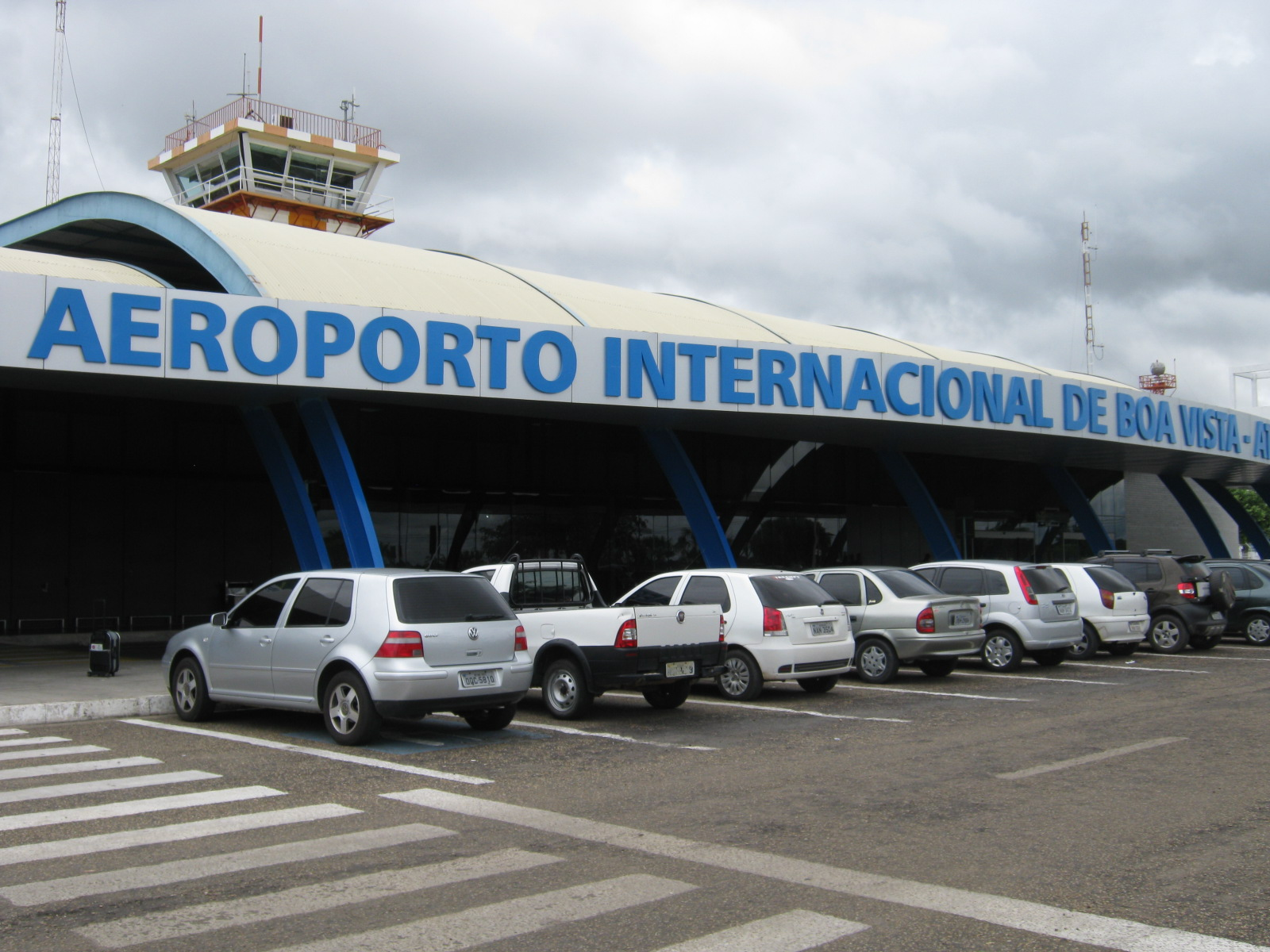
Aeroporto Atlas Brasil Cantanhede

O Aeroporto Internacional de Boa Vista (IATA: BVB, ICAO: SBBV) é um aeroporto internacional no município de Boa Vista, em Roraima. Dista 3,5 km do centro de Boa Vista. É o principal aeroporto do estado de Roraima, sendo também o aeroporto servido por voos regulares localizado mais ao norte do Brasil.
Inaugurado em 19 de fevereiro de 1973, passou por uma grande reforma em 1998, tendo sido ampliados o terminal de passageiros, a pista de pouso e decolagem e o pátio de manobras - sendo construída a pista de rolamento. Em 2023, o aeroporto passa a denominar-se Boa Vista Airport.

### Parque Anauá

Parque Anauá

O Parque Anauá é um complexo multifuncional cuja estrutura comporta atividades esportivas e culturais, além de ser um espaço representativo da paisagem pertencente à ecorregião denominada “Savana das Guianas”, parte do Bioma Amazônia, denominada localmente de lavrado. Com área de 106 hectares, o parque possui localização lindeira ao eixo de ligação entre a Praça do Centro Cívico e o aeroporto internacional da cidade, o que garante-lhe importante inserção no cenário urbano.

## Bairros
- Aeroporto
- São Francisco
- 31 de Março (bairro)
- Dos Estados
- Nossa Senhora Aparecida